# Philippe François Maurice d’Albignac
Graf Philippe François Maurice de Rivet d’Albignac, auch Graf von Ried(e) (* 15. Februar 1775 auf Schloss Triadou in Peyreleau (Département Aveyron, Frankreich); † 20. Januar 1824 in Pont-Saint-Esprit) war ein französischer General.

## Leben

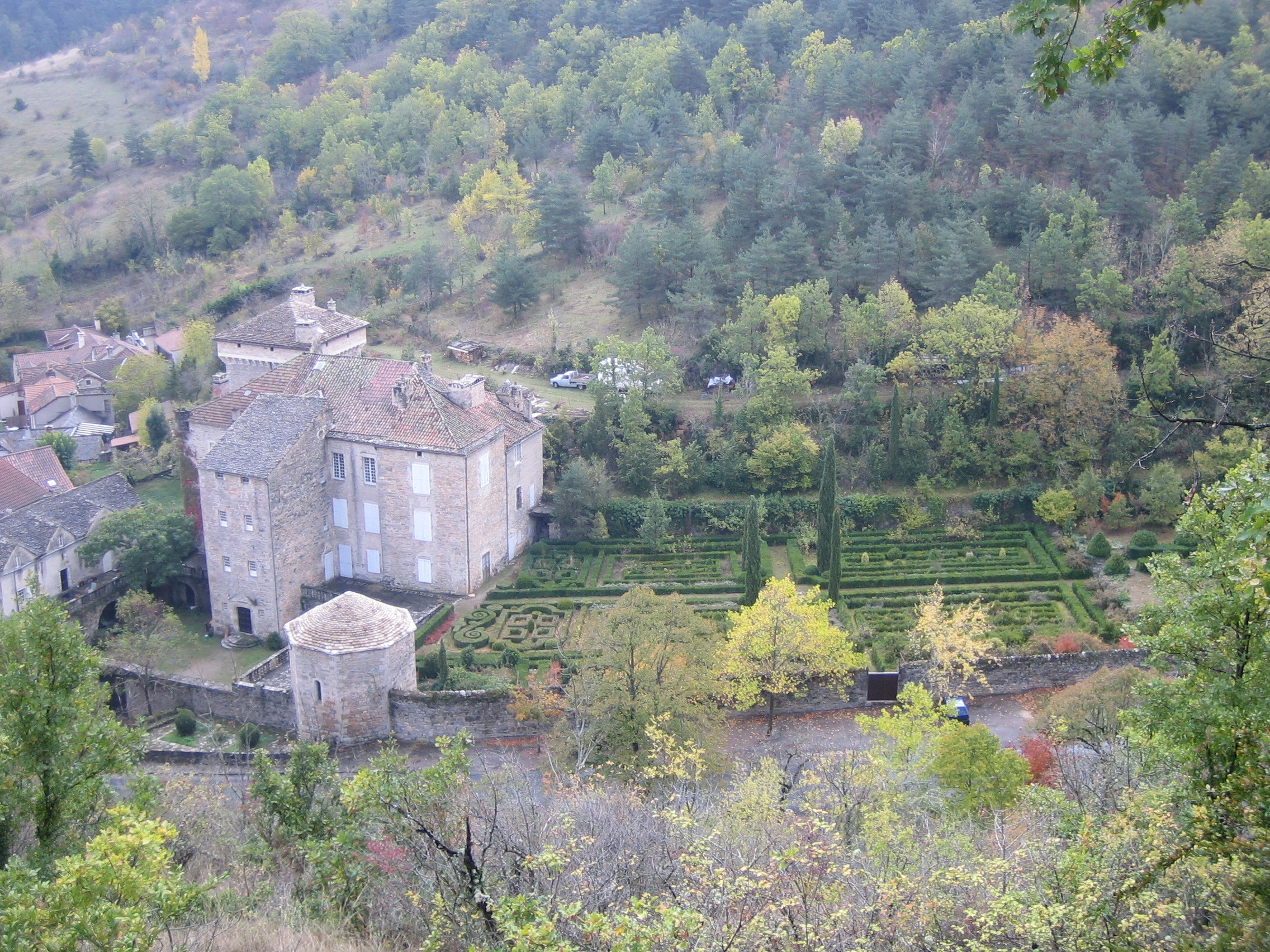
Château Triadou in Peyreleau

### Ancien Regime und Revolutionäres Frankreich
Er war der ältere von zwei Söhnen des Vicomte Claude-François d’Albignac du Triadou (1740–1822) und dessen Frau Henriette de Sambucy de Vendeloves und Neffe des Bischofs Philippe-François d’Albignac de Castelnau (1742–1814) von Angoulême.
Philippe wurde Page am Hof von Ludwig XVI. Nach der fehlgeschlagenen Flucht des Königs 1791 emigrierte er aus dem revolutionären Frankreich, schloss sich mit seinem Vater der 1792 in Trier aufgestellten Armee der Emigranten (Armée des Princes) der Royalisten an, und wurde Sous-lieutenant und Aide-de-camp seines Großonkels Philippe Claude Beaufort Canillac (1712–1797), des Grafen von Montboissier, der die sogenannten „Roten Kompanien“ befehligte, die aristokratischen Gendarmes de la garde (Haustruppen des Königs). Nach der Auflösung der „Armee der Prinzen“ am 24. November 1792 war Albignac 1793 bis 1795 im Regiment des Herzogs Claude-Antoine-Gabriel de Choiseul (1760–1838) und im 62. Infanterie-Regiment, dem ehemaligen Regiment Salm-Salm, und danach in österreichischen Diensten. Nach Napoleons Staatsstreich von 1799 kehrte er 1800 nach Frankreich zurück.

### Kaiserreich Frankreich
Am 29. Oktober 1806 trat er als einfacher Kavallerist in die von Napoleon wiederbegründete und von dem Grafen von Montmorency-Laval befehligte Gendarmerie d’ordonnance ein, wo er bald Sergeant (Maréchal-des-logis) und dann Leutnant wurde und mit der er 1807 in der Grande Armée am Feldzug gegen Preußen teilnahm.

### Königreich Westphalen
Nachdem die Gendarmerie d’ordonnance am 23. Oktober 1807 durch napoleonisches Dekret wieder aufgelöst worden war, trat Albignac als Oberstleutnant und Aide-de-camp in den Dienst von Jérôme Bonaparte, dem König von Westphalen. Bereits am 21. Januar 1808 berief Jérôme ihn in den Staatsrat. Am 1. Juli 1808 erfolgte seine Ernennung zum Großstallmeister (grand ecuyer), und am 1. August 1808 wurde er Brigadegeneral und de facto Kriegsminister, da der amtierende Kriegsminister Joseph Antoine Morio beim Kaiser bereits in Ungnade gefallen war. Im Mai 1809 war er als Kommandeur der Vorhut des unter Jérômes Oberbefehl stehenden X. Korps der „Armée d’Allemagne“ entscheidend an der Verfolgung des Freikorps von Ferdinand von Schill nach Stralsund beteiligt und vertrieb diesen dabei aus der Festung Dömitz. Danach verfolgte er die Schwarze Schar des Herzogs Friedrich Wilhelm von Braunschweig auf dessen Marsch zur Weser.
Jérôme erhob Albignac am 3. Mai 1810 zum Grafen von Ried(e) und schenkte ihm das nordhessische Schloss Riede mit dem dazugehörigen Rittergut, das Albignac allerdings nie selbst aufsuchte. Am korrupten und verschwenderischen Hof Jérômes in Kassel machte sich Albignac durch seine offene Missbilligung des Treibens und sein persönliches Beharren auf integrem Lebenswandel viele Feinde, die gegen ihn intrigierten. Als er 1811 in einem Augenblick der Entrüstung dem König, den er mit seiner Kritik auch nicht verschont hatte, seinen Rücktritt anbot, bezichtigte dieser ihn der Undankbarkeit, behandelte ihn voller Liebenswürdigkeit und lehnte das Rücktrittsgesuch ab. Albignac nahm seine Demission zurück, aber die Höflinge, die eine Gelegenheit schwinden sahen, sich eines mehr als unbequemen Kritikers zu entledigen, setzten alles daran, dem König in Erinnerung zu rufen, was zwischen ihm und dem General vorgefallen war, und überzeugten ihn, dass es ihm als Schwäche ausgelegt werden würde, wenn er Albignacs Anmaßung nicht gebührend bestrafe. So musste Albignac zu seiner Überraschung am Tag nach seiner Unterredung mit dem König im „Moniteur Westphalien“ lesen: „Der König hat den Rücktritt des Grafen von Albignac wegen dessen schlechter Gesundheit akzeptiert; er zieht nach Südfrankreich. Der König, in Dankbarkeit für seine Dienste, bewilligt ihm seine volle Pension.“

### Kaiserreich Frankreich
Albignac verließ Kassel umgehend und verweigerte die ihm bewilligte Pension. Zurück in Frankreich wurde er Stabschef des 6. Korps der neu formierten Grande Armée von 1812 und machte mit diesem den Russlandfeldzug 1812 mit. Dabei zeichnete er sich zunächst unter General Laurent de Gouvion Saint-Cyr, der nach der Schlacht von Polotsk (16. August 1812) den Marschallstab erhielt, und dann unter dem Vizekönig von Italien, Napoleons Stiefsohn Eugène de Beauharnais, aus. 1813–1814 war er Kommandant des Départements Gard in Nîmes und gleichzeitig für die Organisation der 4. Reserve-Division verantwortlich.

### Herrschaft der Hundert Tage
Bei der Restauration der Bourbonen im April 1814 war er noch in Nîmes, und seiner Umsicht verdankte die Stadt, dass sie vor Ungemach bewahrt wurde. Er wurde auf halben Sold gesetzt, wurde aber auch am 8. Juli 1814 Ritter des Ordre royal et militaire de Saint-Louis und am 24. August 1814 Offizier der Ehrenlegion.
Als Napoleon am 1. März 1815 in der Provence landete, befand sich Albignac in Paris. Er ging mit Marschall Gouvion Saint-Cyr als dessen Stabschef nach Orléans, aber nach dem allgemeinen Abfall der dortigen Truppen und Gouvion Saint-Cyrs Rückzug auf sein Hausgut begab er sich zu dem Neffen König Ludwigs XVIII., Louis-Antoine, Herzog von Angouleme, der Napoleon in Südfrankreich entgegenzog. Angouleme scheiterte jedoch und wurde am 8. April bei Pont-Saint-Esprit gefangen genommen. Albignac konnte den Prinzen in der Gefangenschaft besuchen und erhielt von diesem Vollmachten, mit denen er über Lyon zum König in dessen Exil nach Gent reiste.

### Zweite Restauration
Nach dem Ende der Herrschaft der Hundert Tage kehrte Albignac mit den Bourbonen nach Frankreich zurück. Als Gouvion Saint-Cyr am 7. Juli 1815 Kriegsminister wurde, wurde Albignac (Maréchal de camp) und Generalsekretär des Kriegsministeriums. Als der Minister am 26. September 1815 zurücktrat, ging auch Albignac. Im folgenden Jahre wurde er von Ludwig XVIII. zum Kommandanten der von Napoleon 1802 gegründeten Militärschule Saint-Cyr ernannt, dem ersten der nach-napoleonischen Ära. Ebenfalls im Jahre 1816 war er Mitglied des Kriegsgerichts, das den Napoleon bis zum Ende treu gebliebenen General François Antoine Lallemand in Abwesenheit zum Tode verurteilte. Am 25. April 1821 wurde er zum Lieutenant-général ernannt, ging dann aber 1822 wegen seiner angegriffenen Gesundheit in den Ruhestand.

## Ehrungen; Tod
Albignac war Kommandeur des Ordre royal et militaire de Saint-Louis, Kommandeur der Ehrenlegion und Kommandeur des Militär-St.-Heinrichs-Ordens.
Er starb, ohne verheiratet gewesen zu sein, am 20. Januar 1824 in Pont-Saint-Esprit und wurde auf dem Friedhof Père-Lachaise in Paris beigesetzt.